# Object request broker
Een object request broker of kortweg ORB wordt gebruikt in gedistribueerde systemen waarin de middlewarelaag -- de laag tussen de toepassingen en het communicatie- en besturingssysteem -- objectgeoriënteerd werkt. De ORB werkt als een overzicht van alle beschikbare diensten (processen) die beschikbaar zijn op het netwerk.

## Werking
Client en server sturen nog steeds request- en reply-berichten naar elkaar om informatie over de lopende processen en data uit te wisselen, maar die berichten worden nu verstuurd van object naar object.
1. Indien een client een bepaald proces nodig heeft zal hij via de stub een verzoek verzenden naar de ORB.
2. De ORB weet waar in het netwerk dat proces zich bevindt (statisch), maar kan ook dynamisch zoeken naar het meest geschikte proces.
3. De ORB roept het proces op bij de server.
4. De ORB van het externe object van de server bekijkt dit verzoek en verzendt het antwoord terug naar de ORB.
5. De ORB stuurt het antwoord van het externe object weer door naar de oorspronkelijke aanvrager.

## Standaarden
Er bestaan drie concurrerende ORB-standaarden:
- Common Object Request Broker Architecture of CORBA van de The Object Management Group (OMG)
- Component Object Model of COM van Microsoft
- Remote Method Invocation of RMI van SUN